# Shūichi Gonda
Shūichi Gonda (jap. 権田修一 Gonda Shūichi;  ur. 3 marca 1989 w Tokio) – japoński piłkarz, występujący na pozycji bramkarza.

## Kariera klubowa
Gonda zawodową karierę rozpoczynał w 2009 roku w zespole FC Tokio z J. League. W tych rozgrywkach zadebiutował 7 marca 2009 roku w przegranym 1:4 meczu z Albireksem Niigata. W debiutanckim sezonie 2009 rozegrał 34 ligowe spotkania, a w lidze zajął z klubem 5. miejsce. Zdobył z nim także Puchar ligi Japońskiej. W sezonie 2010 zagrał w 30 ligowych meczach, a w J. League uplasował się z zespołem na 16. pozycji i spadł z nim do J. League Division 2.

## Kariera reprezentacyjna
W reprezentacji Japonii Gonda zadebiutował 6 stycznia 2010 roku w wygranym 3:2 meczu eliminacji Pucharu Azji 2011 z Jemenem. W 2011 roku został powołany do kadry na ten Puchar Azji.